# Langonnet
Langonnet (bretonisch: Langoned) ist eine französische Gemeinde mit 1.851 Einwohnern (Stand 1. Januar 2022) im Nordwesten des Département Morbihan in der Region Bretagne. Sie gehört zum Gemeindeverband Roi Morvan Communauté.

## Geographie
Langonnet liegt an der Grenze zum Département Côtes-d’Armor und gehört zum Pays du roi Morvan.
Nachbargemeinden sind Tréogan, Plévin und Paule im Norden, Glomel im Nordosten, Plouray im Osten, Priziac im Südosten, Le Faouët im Süden sowie Le Saint und Gourin im Westen.
Der Ort liegt an der D 121. Die wichtigsten Straßenverbindungen sind die – westlich des Orts vorbeiführende – D 769 von Saint-Pol-de-Léon nach Lorient und die RN 164 im Norden.
Die bedeutendsten Gewässer sind die Flüsse Ellé und Langonnet sowie der Moulin du Duc. Die Ellé und der Moulin du Doc bilden gleichzeitig teilweise die Gemeindegrenze. Zudem gibt es einen Stausee auf dem Gemeindegebiet.

## Geschichte
Die Gemeinde gehört historisch zur bretonischen Region Kernev (französisch Cornouaille ) und innerhalb der Region zum Gebiet Bro Chtou (französisch Chtou) und teilt dessen Geschichte. Von 1793 bis zu dessen Auflösung 1801 war Langonnet Hauptort eines eigenen Kantons. Seither ist sie dem Kanton Gourin zugeteilt.

## Bevölkerungsentwicklung
| Jahr      | 1962 | 1968 | 1975 | 1982 | 1990 | 1999 | 2006 | 2019 |
| Einwohner | 3083 | 2791 | 2373 | 2106 | 2005 | 1918 | 1908 | 1724 |

## Sehenswürdigkeiten
- Kirche Saint-Pierre et Saint-Paul aus dem 12.–16. Jahrhundert
- Dreifaltigkeitskirche (Église de la Trinité), Kirche des Abts von Langonnet, aus dem 16. Jahrhundert
- Zisterzienserabtei Notre-Dame-de-Langonnet aus dem Jahr 1136
- Kapelle Sainte-Magdeleine (auch Sainte-Madeleine) in La Magdeleine aus dem 16. Jahrhundert
- Kapelle Notre-Dame-de-Pitié (auch Neue Kapelle oder Locmaria) in Restangoas-Guen aus dem Jahr 1661
- Kapelle Saint-Adrien in Saint-Brendan aus dem 16. Jahrhundert
- Kapelle Saint-Gwénolé (auch Saint-Guénolé) aus dem 16. und 17. Jahrhundert
- Kalvarienberg nahe der Dorfkirche
- Brunnen de la Trinité aus dem Jahr 1696
- Herrenhaus Kermain aus dem 16. und 17. Jahrhundert
- Herrenhaus von Bourlogot, früher ein Kloster
- Herrenhaus Gouléis (auch Gouleiz oder Goule) aus dem 17. Jahrhundert
- Herrenhaus oder Schloss Keraudrénic
- Menhir von Bodéro
- Überreste der Römerstraße Carlaix-Hennebont
- Hügelgrab von Minez Collober in Kermain

Quelle:

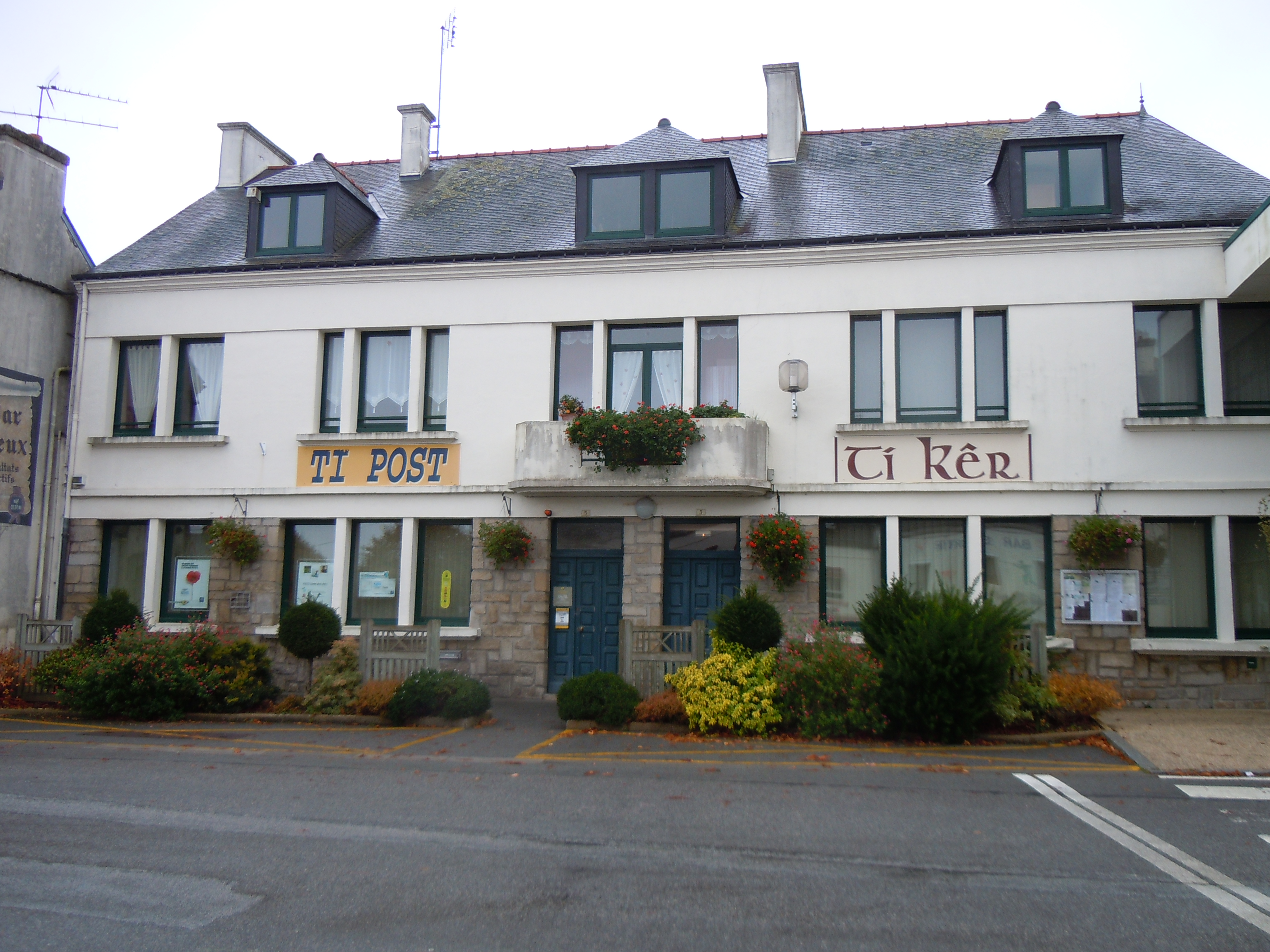
Bürgermeisteramt und Post in Langonnet
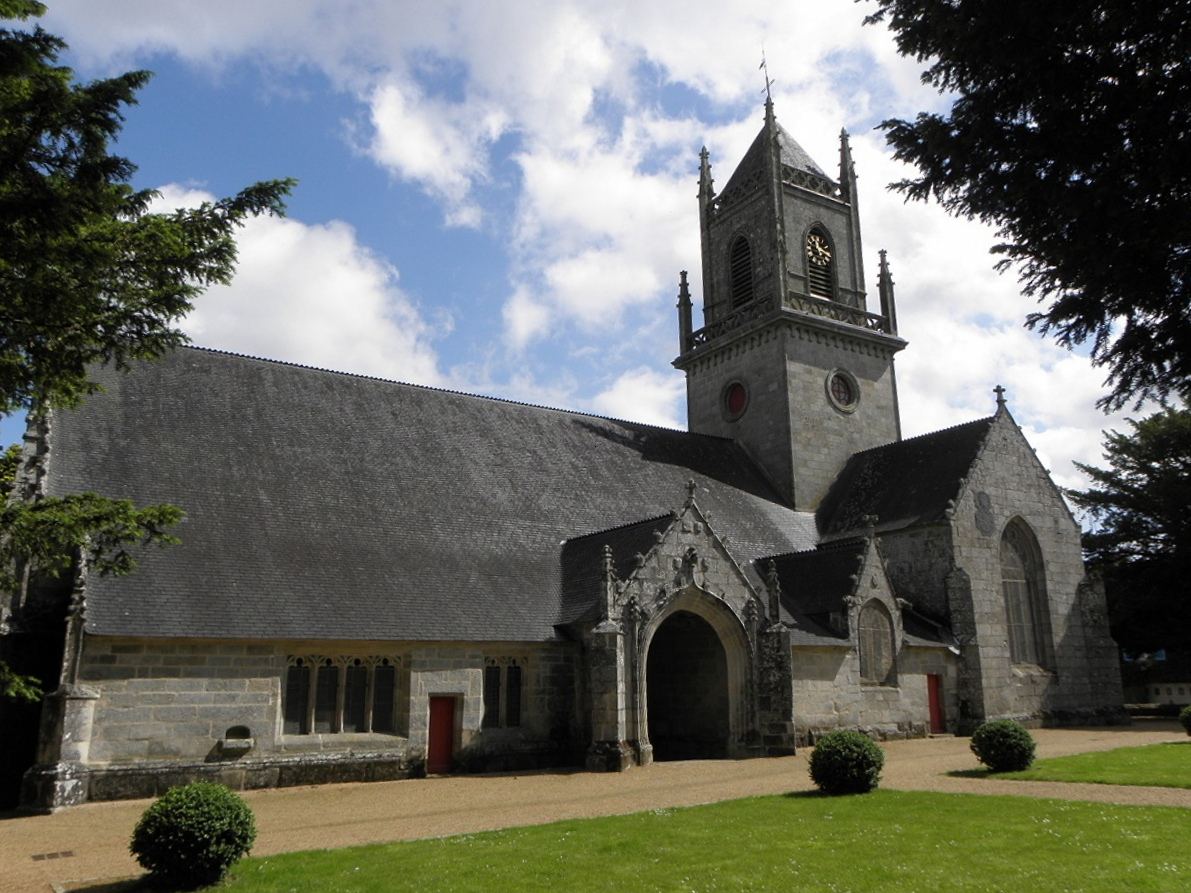
Dorfkirche Saint-Pierre et Saint-Paul
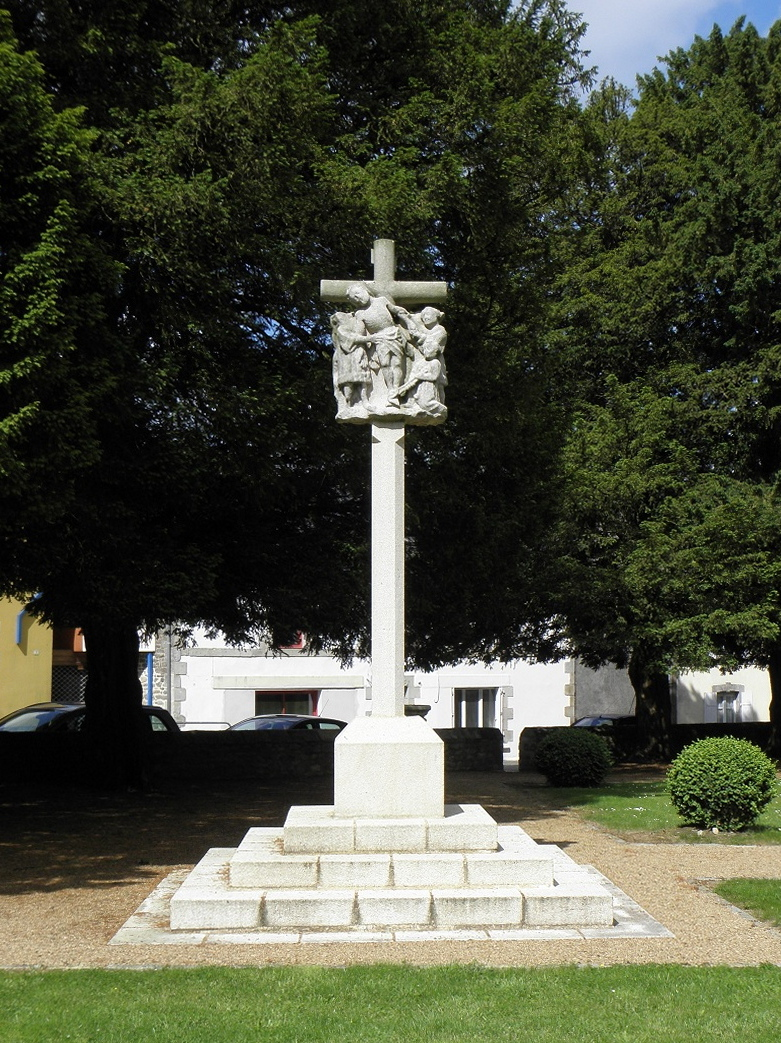
Kalvarienberg auf dem Dorffriedhof
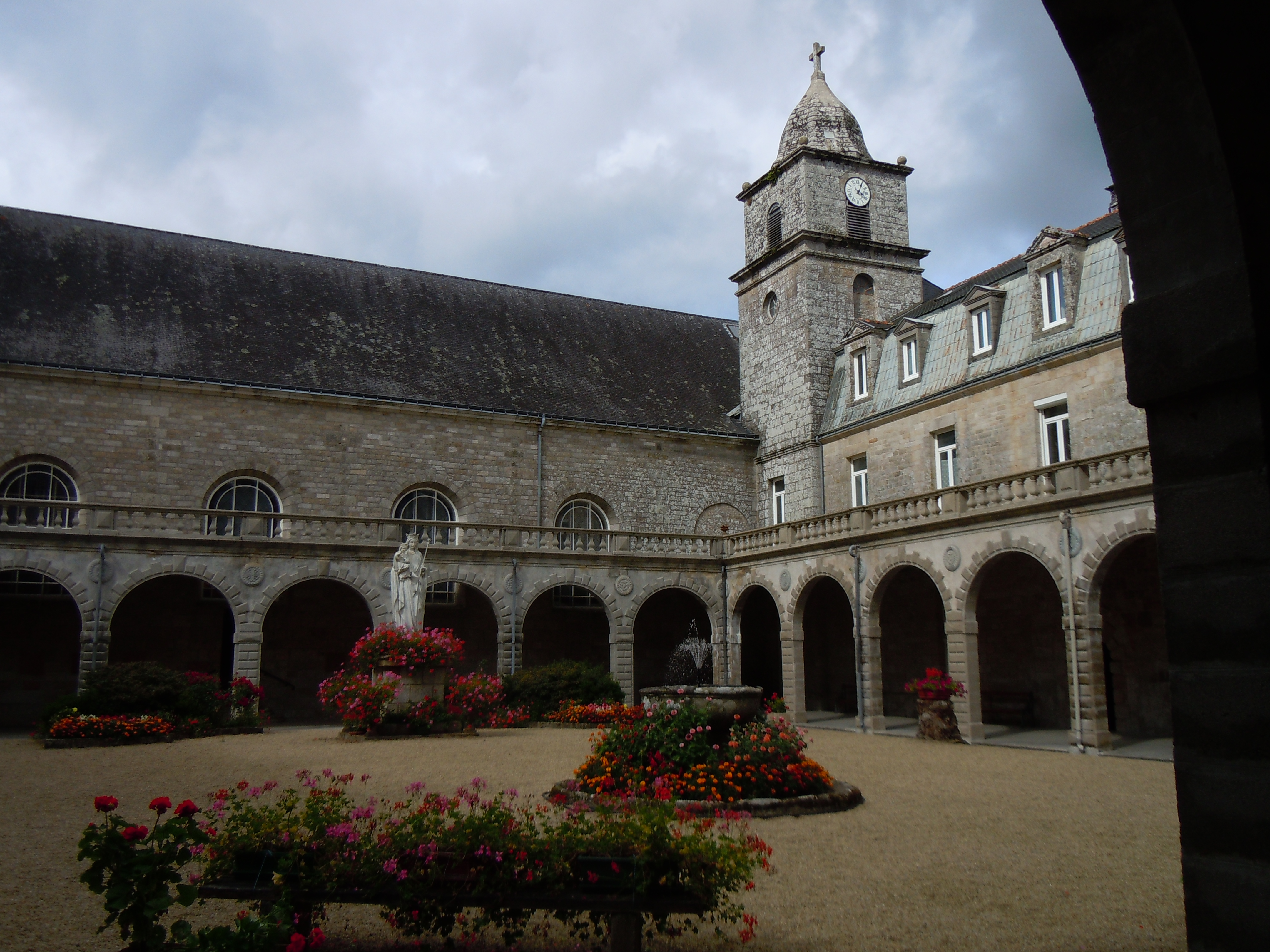
Abtei Notre-Dame-de-Langonnet
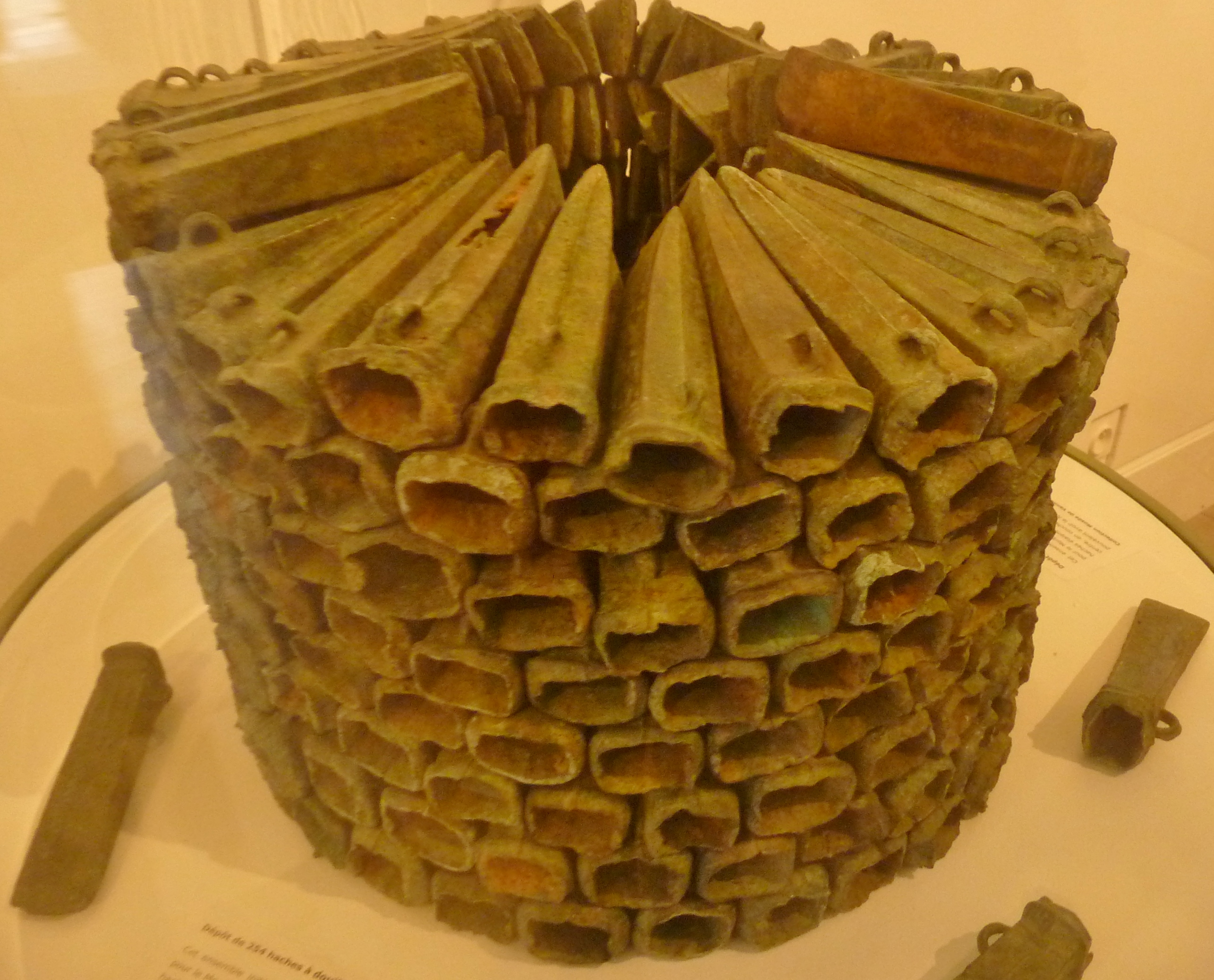
Hortfund von Langonnet im Museum von Vannes
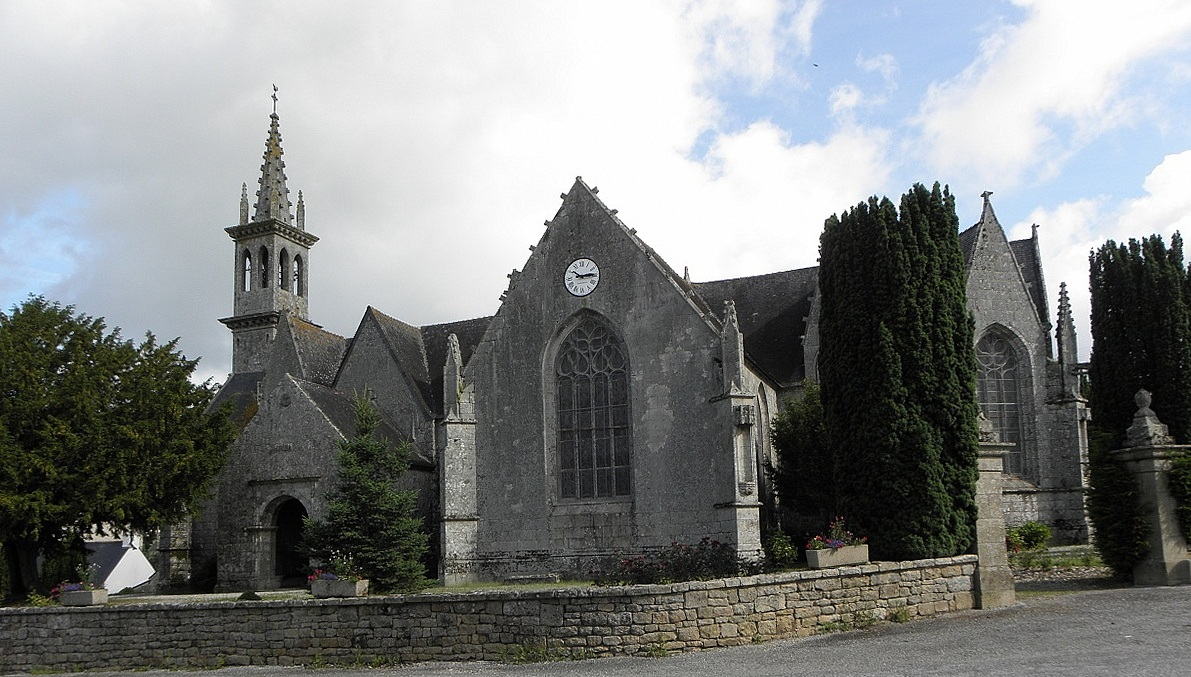
Dreieinigkeitskirche (Eglise de la Trinité)
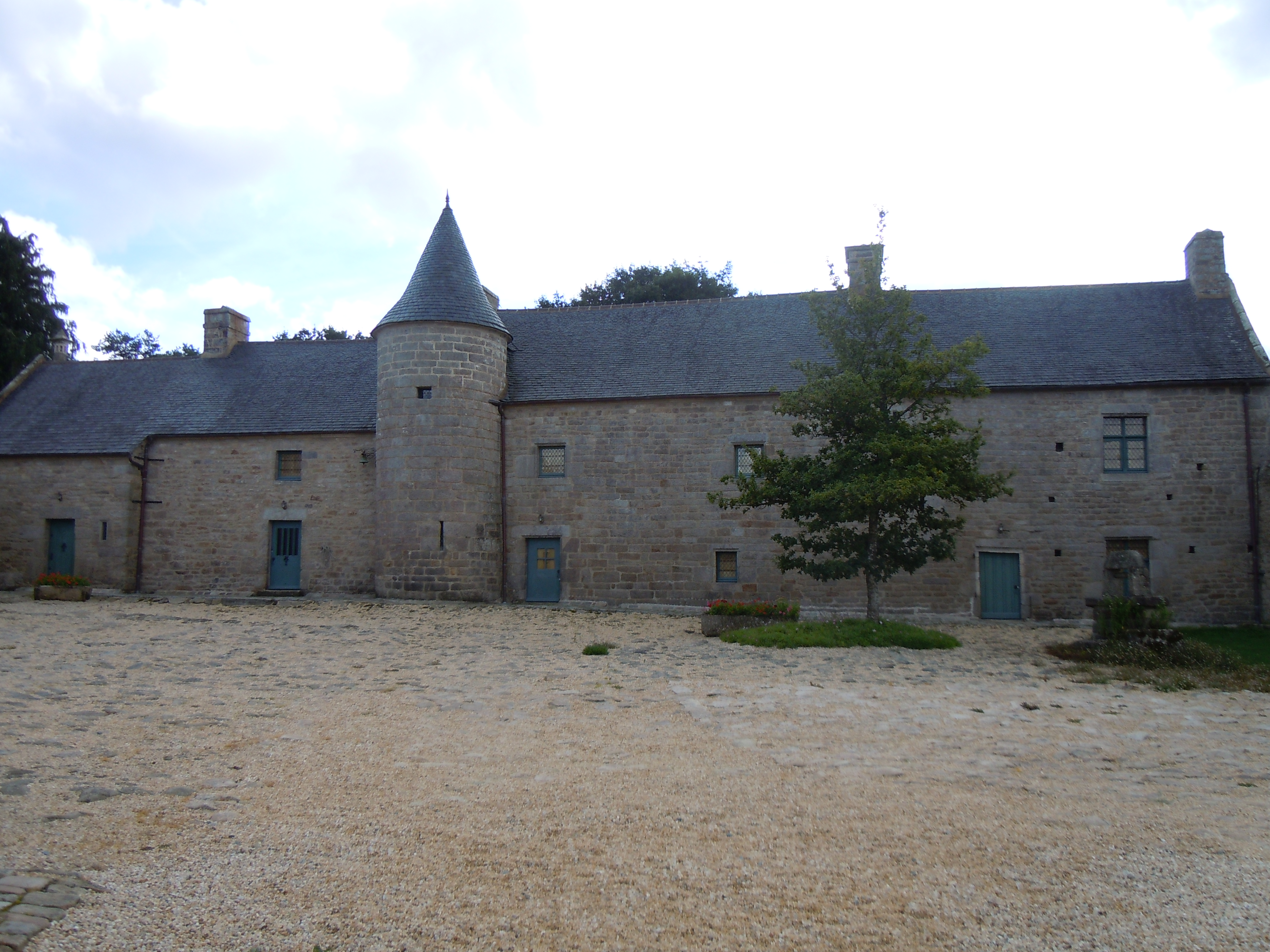
Herrenhaus von Kermain
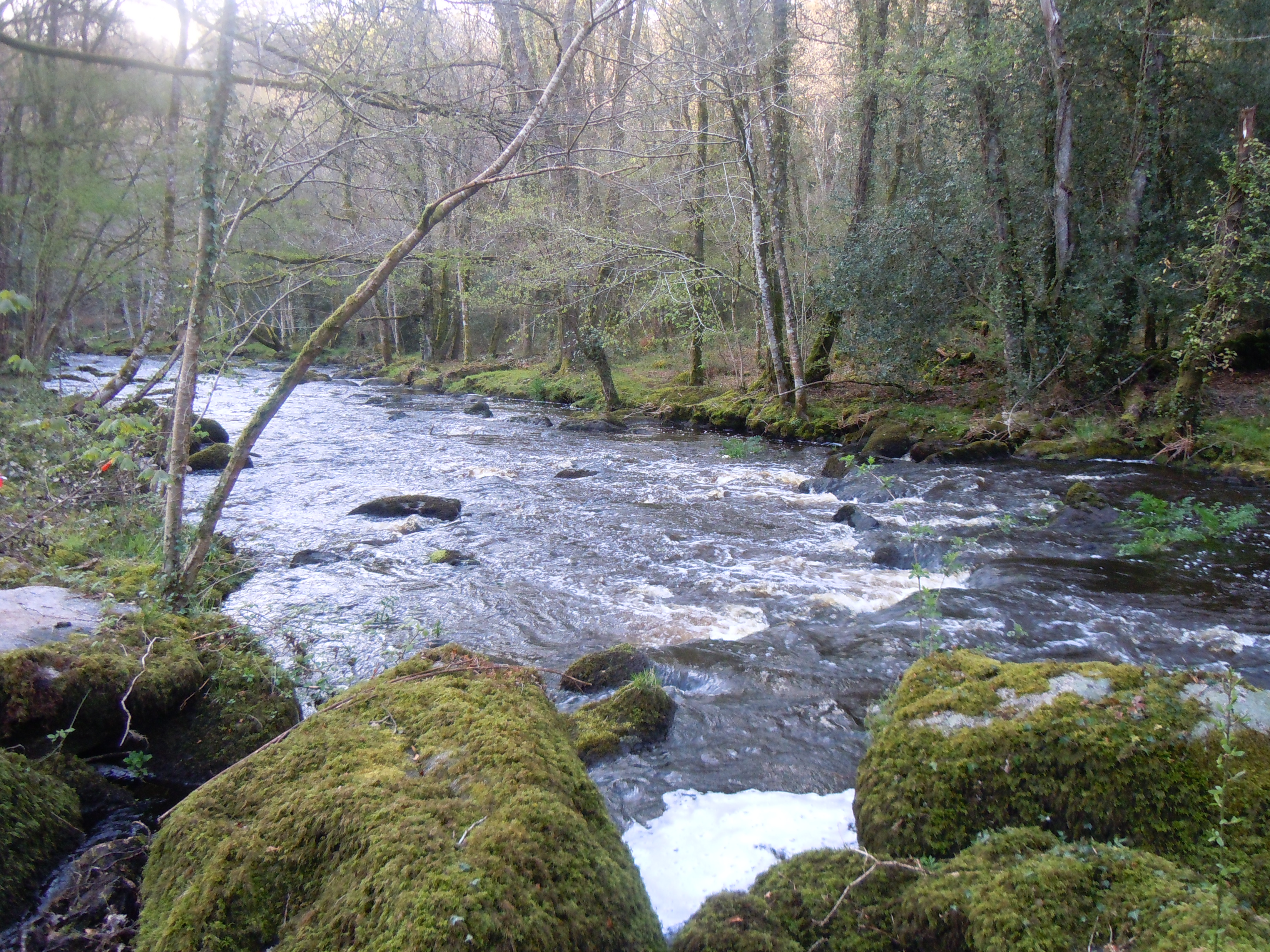
Der Fluss Ellé an der Gemeindegrenze

## Partnerschaft
Mit der irischen Ortschaft Cappamore im County Limerick besteht eine Partnerschaft.